# 挪威最高法院
挪威最高法院（挪威語：Høyesterett）是挪威的最高法院，位于首都奥斯陆，成立于1815年，緣起自《挪威王国宪法》第88条规定挪威要建立独立的司法机构。挪威最高法院除了作为民事和刑事案件的终审法院外，亦可以裁定内阁的行为是否符合挪威法律，以及議會是否通过符合宪法的法案。